# Galaxy AI
Galaxy AI（盖乐世AI）是三星电子为其Galaxy系列移动设备开发的一套人工智能（AI）功能。于2024年1月随三星Galaxy S24系列推出，Galaxy AI整合了设备端和云端的AI技术，提供实时翻译、AI照片编辑和生成式搜索工具等多种AI驱动的功能。

## 概述
Galaxy AI结合了三星自主研发的AI模型与合作伙伴的技术（如谷歌的Gemini (聊天機器人)），提供了一系列智能且具备上下文感知能力的功能。该AI套件旨在通过实时辅助、内容创作工具以及提升生产力的功能，优化整体用户体验。

## 功能
Galaxy AI包含多项由人工智能驱动的工具，覆盖多个使用场景：

### AI通信

#### 通话助手
通话助手（英语：Call Assist）通过通话中的双向语音与文字翻译功能实时翻译（英语：Live Translate），以及将语音内容实时转写为文字并播放回复的文字通话（英语：Text Call）提供服务。两项功能内置于支持的Galaxy 设备原生电话应用中，旨在改善可访问性与多语言沟通效率。

#### 写作智慧助理
写作智慧助理（英语：Writing Assist）是三星键盘内置的一项人工智能功能，提供多项基于上下文的辅助功能，用于实时翻译、文本生成和写作支持。其中包括文本生成功能，可根据用户输入的关键词和选定的语气（如正式、礼貌、社交媒体风格等）生成建议文本；拼写和语法检查功能，可自动识别并纠正拼写错误和语法问题；以及写作风格建议，支持多种表达方式，适用于不同的沟通场景。该功能支持在包括消息应用、电子邮件和社交媒体在内的多个平台上撰写回复，并可根据上下文提供回复建议。

#### 即時翻譯
即時翻譯（英语：Interpreter）在语音通话或视訊通话过程中提供实时翻译，适用于多语言沟通场景。支持螢幕文字翻译与语言自动识别，方便在不同语言间进行双向交流。

### AI笔记

#### 笔记智慧助理
笔记智慧助理（英语：Note Assist）可在会议或讲座中提取关键信息，并自动生成结构化笔记。该功能可根据用户习惯优化笔记风格，并生成摘要，便于后续查看和整理。支持与三星笔记集成的格式与整理工具。

#### 語音轉文字智慧助理
語音轉文字智慧助理(英语：Transcript Assist）集成于系统自带的语音录音应用中，提供语音转写、摘要生成及翻译功能。用户可将口语内容转换为文本，并直接在应用中查看简要摘要和翻译内容，用于提升记录效率与信息可访问性。

### AI相机

#### 超视觉引擎
超视觉引擎（英语：ProVisual Engine）为三星电子开发的图像处理系统，基于AI技术进行场景识别与图像优化。功能包括色彩调整、动态范围扩展与降噪处理等。用户可借助高级编辑工具手动微调，并使用AI推荐的增强选项优化图像质量。

#### 超视觉夜拍
超视觉夜拍(英语：Nightography)是超视觉引擎（英语：ProVisual Engine）的主要功能之一，旨在提升低光环境下的照片与视频质量。该功能利用降噪技术和先进的传感器技术，调整曝光设置，减少运动模糊，使用户在昏暗环境中也能拍摄出清晰的影像。

### AI探索

#### 搜尋圈
搜尋圈（英语：Circle to Search）允许用户在螢幕上圈选任意区域以触发即时搜索，无需离开当前应用。可识别所选区域内的文字、图像或对象，并根据上下文提供相关结果，支持多任务操作。

#### 智慧选取
智慧选取（英语：AI Select）是一种利用人工智能技术的功能，可通过分析螢幕上的内容，提供上下文相关的操作建议。该功能旨在简化用户操作流程，例如，可能在用户浏览图片时建议将其设为壁纸，或在观看影片时提供生成GIF动画的选项。

#### 浏览助手
浏览助手（英语：Browsing Assist）是一项可在三星浏览器中生成基于文本的网页内容摘要的功能，帮助用户在无需阅读全文的情况下快速掌握重点。目前仅支持文本内容的处理与翻译，旨在提升信息可达性与阅读效率。

### AI照片编辑

#### 塗鴉轉圖像
塗鴉轉圖像（英语：Sketch to image）是一项人工智能功能，支持根据用户输入的手稿、照片或文字提示生成图像，并应用特定视觉风格。该功能通过AI图像生成技术结合艺术滤镜实现图像风格化处理，支持S-pen绘图和语音提示输入，可在三星相册、三星笔记和侧屏面板中使用。

#### 人像工作室
人像工作室（英语：Portrait Studio）是一项人工智能功能，支持根据照片或手绘图生成具备视觉风格的人像图像。该功能通过AI图像处理实现风格化效果，适用于三星相册，支持触控操作。

#### 生成式相片编辑
生成式相片编辑（英语：Generative Edit）是一种基于人工智能的图像处理功能，可实现对象移除、背景扩展及智能尺寸调整等图像编辑操作。该功能通过生成式算法对图像中的缺失区域进行内容填充，尽可能保持整体图像风格与画质一致，旨在提高图像处理的效率与自动化程度。

### AI影片编辑

#### 音訊橡皮擦
音訊橡皮擦（英语：Audio Eraser）可借助AI模型识别音訊或影片中的背景噪音，并进行消除。该功能借助AI模型识别并去除音訊或影片中的背景噪音，提升录音的清晰度与可听性。

#### 自动剪輯
自动剪輯（英语：Auto Trim）是一种基于人工智能的影片编辑功能，可分析影片画面中的内容与上下文信息，自动识别可能的重要片段，并生成精简版本的影片摘要。该功能旨在简化剪辑流程，减少用户在手动编辑上的时间投入。

#### 即时慢动作
即时慢动作（英语：Instant Slow-Mo）是一项支持在视频拍摄完成后，为画面添加慢动作效果的功能。该功能采用 AI 驱动的帧插值技术，在原始画面之间生成额外帧数，从而无需预设拍摄模式即可实现慢动作回放。使用时，用户可在“相册”应用中播放视频，并在目标时刻长按屏幕以启动该功能。

### AI快览

#### 即时简报
即时简报（英语：Now Brief）是Galaxy AI功能之一，随One UI 7一起推出。该功能通过设备端AI，向用户提供每日更新内容，包括天气、日历事件和新闻摘要等，并在合适的时间推送个性化简报，以便用户在最少交互的情况下获取所需信息。

#### 实时窗
实时窗（英语：Now Bar）是随One UI 7推出的可自定义固定工具栏，旨在增强屏幕的可访问性。该功能允许用户快速访问实时活动、日常任务和应用快捷方式，用户可直接在锁屏或主屏幕上操作相关功能。此外，实时窗还结合AI功能，在三星旗舰机型及其他设备上优化用户体验。

#### 跨应用操作
跨应用操作（英语：Cross-app Action）是一项功能，允许用户基于所选文本或内容，在不切换应用的情况下执行搜索、翻译、创建日历等操作。该功能通过识别使用情境并建议相关操作，适用于支持的 Galaxy 系列设备中的原生应用及部分第三方应用。广泛应用于三星笔记、消息、日历等应用，有助于提升多应用场景下的操作效率。

### AI 助手

#### Bixby与Bixby影像辨识
Galaxy设备提供多种输入方式。Bixby支持基于语音的免接触操作，而Bixby影像辨识则通过相机实现对物体和文本的实时识别。
- Bixby：是一款语音助手，允许用户通过语音指令操作各类与人工智能相关的功能。用户可通过语音唤醒（如 “Hi Bixby”）或支持的 Galaxy 设备的侧键启用该功能。该助手支持访问部分智能功能和系统工具。[48][49]

- Bixby影像辨识（英语：Bixby Vision）：是一项基于相机的功能，利用人工智能识别物体、翻译文本，并扫描条形码。用户可通过相机或图库应用程序访问此功能，系统会基于视觉输入提供相应的上下文信息。[50]

### AI健康

#### 健康智慧助理
健康智慧助（英语：AI Health Assist）是三星健康应用中的一项AI驱动功能，用于生成健康分析结果并提供相应的建议。该功能通过计算“能量评分（Energy Score）"，用于评估用户每日的身体状态与活动准备程度。该评分综合考虑睡眠模式、活动水平及心率变异性等因素，生成一个简明的每日恢复状态指标。此外，该功能整合了来自兼容 Galaxy 设备，如三星智能手机、三星Galaxy Watch和三星Galaxy Ring的健康数据。

### AI墙纸
文生图（生成式壁纸）与照片情景墙纸是Galaxy AI提供的个性化视觉功能，能够根据用户输入与环境条件动态调整设备外观。
- 文生图（生成式壁纸，英语：Generative Wallpaper）：该功能于 One UI 6.1 推出，利用设备端生成式 AI，根据用户选择的关键词、风格或主题生成壁纸，体现三星在视觉定制方面对 AI 技术的应用。[52]
- 照片情景墙纸（英语：Photo Ambient）：通过AI根据时间、环境光线与所选照片的视觉特征调整壁纸外观。该功能可根据环境变化自动切换壁纸，提供情境感知的视觉体验。[53][54]

这些功能在处理涉及隐私的任务时使用设备端AI，而在需要复杂处理时则利用云端AI。

## 裝置可用性
Galaxy AI于2024年1月随三星Galaxy S24系列首次亮相。三星宣布，在支持设备上，AI功能将可免费使用至2025年底。
尽管Galaxy AI最初是随Galaxy S24系列推出，三星已通过软件更新将其扩展至多款现有Galaxy 设备。
截至2025年，支持Galaxy AI的设备包括：
Galaxy S系列
- Galaxy S25，S25+，S25 Ultra

- Galaxy S24，S24+，S24 Ultra与S24FE

- Galaxy S23，S23+，S23 Ultra与S23FE

- Galaxy S22，S22+，S22Ultra（部分AI功能受限）

- Galaxy S21，S21+，S21Ultra与S21FE（只限一圈即搜）

Galaxy Z系列
- Galaxy Z Fold6，Z Flip6

- Galaxy Z Fold5，Z Flip5

- Galaxy Z Fold4，Z Flip4（部分AI功能受限）

- Galaxy Z Fold3，Z Flip3（只限一圈即搜）

Galaxy Tab系列（FE只限一圈即搜）
- Galaxy Tab S10 FE, S10+, S10 FE+, S10 Ultra
- Galaxy Tab S9, S9 FE, S9+, S9 FE+, S9 Ultra

- Galaxy Tab S8, S8+, S8 Ultra（部分AI功能受限）

Galaxy A系列（只限一圈即搜）
- Galaxy A56 5G
- Galaxy A55 5G

- Galaxy A54 5G
- Galaxy A36 5G

- Galaxy A35 5G

- Galaxy A34 5G
- Galaxy A26 5G

Galaxy 穿戴式裝置
- Galaxy Watch7, Watch6 , Watch5 , Watch4 , WatchFE

- Galaxy Buds3, Buds3 Pro（具有限定的AI音频处理功能）

### 可用裝置支援功能
| AI功能               | S系列                | S系列                                         | Z系列                | Z系列                                                                       | Tab系列        | Tab系列                                  | A系列  | A系列      | 穿戴式裝置 | 穿戴式裝置 |
| AI功能               | 已預載               | 更新後可用                                    | 已預載               | 更新後可用                                                                  | 已預載         | 更新後可用                               | 已預載 | 更新後可用 | 已預載     | 更新後可用 |
| -------------------- | -------------------- | --------------------------------------------- | -------------------- | --------------------------------------------------------------------------- | -------------- | ---------------------------------------- | ------ | ---------- | ---------- | ---------- |
| 訊息即時翻譯智慧助理 | Galaxy S24和後續機型 | One UI 6.1： Galaxy S22 Galaxy S23            | Galaxy Z Fold/Flip 6 | One UI 6.1： Galaxy Z Fold/Flip 4 Galaxy Z Fold/Flip 5                      | Galaxy Tab S10 | One UI 6.1： Galaxy Tab S8 Galaxy Tab S9 |        |            |            |            |
| 筆記智慧助理         | Galaxy S24和後續機型 | One UI 6.1： Galaxy S22 Galaxy S23            | Galaxy Z Fold/Flip 6 | One UI 6.1： Galaxy Z Fold/Flip 4 Galaxy Z Fold/Flip 5                      | Galaxy Tab S10 | One UI 6.1： Galaxy Tab S8 Galaxy Tab S9 |        |            |            |            |
| 語音轉文字智慧助理   | Galaxy S24和後續機型 | One UI 6.1： Galaxy S22 Galaxy S23            | Galaxy Z Fold/Flip 6 | One UI 6.1： Galaxy Z Fold/Flip 4 Galaxy Z Fold/Flip 5                      | Galaxy Tab S10 | One UI 6.1： Galaxy Tab S8 Galaxy Tab S9 |        |            |            |            |
| 即時翻譯             | Galaxy S24和後續機型 | One UI 6.1： Galaxy S22 Galaxy S23            | Galaxy Z Fold/Flip 6 | One UI 6.1： Galaxy Z Fold/Flip 4 Galaxy Z Fold/Flip 5                      | Galaxy Tab S10 | One UI 6.1： Galaxy Tab S8 Galaxy Tab S9 |        |            |            |            |
| 搜尋圈               | Galaxy S24和後續機型 | One UI 6.1： Galaxy S21 Galaxy S22 Galaxy S23 | Galaxy Z Fold/Flip 6 | One UI 6.1： Galaxy Z Fold/Flip 3 Galaxy Z Fold/Flip 4 Galaxy Z Fold/Flip 5 | Galaxy Tab S10 | One UI 6.1： Galaxy Tab S8 Galaxy Tab S9 |        |            |            |            |
| 超視覺引擎           | Galaxy S24和後續機型 |                                               | Galaxy Z Fold/Flip 6 |                                                                             | Galaxy Tab S10 |                                          |        |            |            |            |
| 音訊橡皮擦           | Galaxy S25           | One UI 7.0： Galaxy S24                       |                      |                                                                             |                |                                          |        |            |            |            |
| 智慧選取             | Galaxy S24和後續機型 | One UI 6.1： Galaxy S22 Galaxy S23            | Galaxy Z Fold/Flip 6 | One UI 6.1： Galaxy Z Fold/Flip 4 Galaxy Z Fold/Flip 5                      | Galaxy Tab S10 | One UI 6.1： Galaxy Tab S8 Galaxy Tab S9 |        |            |            |            |
| 自動剪輯             | Galaxy S25           |                                               |                      |                                                                             |                |                                          |        |            |            |            |
| 生成式相片編輯       | Galaxy S24和後續機型 | One UI 6.1： Galaxy S22 Galaxy S23            | Galaxy Z Fold/Flip 6 | One UI 6.1： Galaxy Z Fold/Flip 4 Galaxy Z Fold/Flip 5                      | Galaxy Tab S10 | One UI 6.1： Galaxy Tab S8 Galaxy Tab S9 |        |            |            |            |
| 繪圖智慧助理         | Galaxy S24和後續機型 | One UI 6.1： Galaxy S22 Galaxy S23            | Galaxy Z Fold/Flip 6 | One UI 6.1： Galaxy Z Fold/Flip 4 Galaxy Z Fold/Flip 5                      | Galaxy Tab S10 | One UI 6.1： Galaxy Tab S8 Galaxy Tab S9 |        |            |            |            |

三星表示，未来将通过软件更新继续扩展Galaxy AI的适用设备范围。

## 隐私与伦理
三星强调，Galaxy AI的开发重点包括隐私保护与伦理原则。为保障用户数据安全：
- 敏感的AI功能采用设备端处理，尽量减少数据传输至外部服务器；
- 对于高处理需求任务，部分使用加密的云端 AI；
- 三星的AI伦理原则强调公平性、透明性和责任制。

三星声明，未经用户明确授权，AI功能处理的用户数据不会被存储或用于AI模型训练。